# Pigs of the Roman Empire
Albums de Melvins
26 Songs
(2003) Never Breathe What You Can't See
(2004)
Albums par B. Lustmord
Carbon/Core
(2004) Lustmord Rising (06.06.06)
(2006)
Pigs of the Roman Empire est un album des Melvins et Lustmord sorti en 2004 chez Ipecac. La piste 9 renferme deux chansons aux titres inconnus.

## Pistes
Toutes les chansons sont créditées à Osborne et Lustmord.
| 1.    | III                       | 3:00  |
| 2.    | The Bloated Pope          | 3:45  |
| 3.    | Toadi Acceleratio         | 3:25  |
| 4.    | Pigs Of The Roman Empire  | 22:29 |
| 5.    | Pink Bat                  | 6:32  |
| 6.    | ZZZZ Best                 | 1:59  |
| 7.    | Safety Third              | 6:11  |
| 8.    | Idolatrous Apostate       | 6:09  |
| 9.    | Sans titre (piste cachée) | 5:47  |
| 60:00 |                           |       |

## Personnel
- King Buzzo - Chant, Guitare, basse, Electronics
- Dale Crover - batterie, guitare
- Kevin Rutmanis - Basse, Slide bass, électronique, guitare, clavier
- Adam Jones - Guitare
- B. Lustmord - design sonore, programmation et production
- Toshi Kasai - Enregistrement
- Sir David Scott Stone - électronique additionnelle & clavier
- John Golden - Mastering
- Mackie Osborne - Art et design

## Sources
- (en) Cet article est partiellement ou en totalité issu de l’article de Wikipédia en anglais intitulé « Pigs of the Roman Empire » (voir la liste des auteurs).